# Amerikai Horror Story: A gyilkos ház
Amerikai Horror Story: A gyilkos ház címre hallgat az Amerikai Horror Story sorozat első évada, amelyet 2011. október 5-e és 2011. december 21-e között mutattak be. Ezt az amerikai horror-dráma produkciót Ryan Murphy és Brad Falchuk készítette. Az események középpontjában a Harmon család áll: Ben (Dylan McDermott), Vivien (Connie Britton) és Violet (Taissa Farmiga), akik Bostonból költöztek Los Angelesbe, miután Vivien elvetélt és Bennek viszonya volt az egyik diákjával. Egy felújított kúriába költözik a család, bár figyelmeztették őket, hogy a ház kísértetjárta. Ben és Vivien próbálják rendbe hozni kapcsolatukat egymással és lányukkal a depresszióra hajlamos Violettel, aki Tate (Evan Peters) karjaiban talál vigaszt. Ezek mellett Constance Langdon (Jessica Lange) és Larry Harvey (Denis O’Hare) is nagy befolyással vannak a család életére.
Az Amerikai Horror Story zömében pozitív kritikákat kapott, illetve külön kiemelték egyediségét és a horror témájának egyedi megjelenítésmódját. A sorozat jó nézettséggel futott az FX csatornán és a finálé az év egyik legnézettebb kábeles drámája volt 2011-ben. Több jelölést is kapott a sorozat többek között a Legjobb Dráma Sorozat díjáért is jelölték a Golden Globe-díjátadón. A legtöbb elismerést Jessica Lange kapta Constance Langdon megformálásáért.

## Az évad története
|  | Alább az American Horror Story (1. évad) cselekményének részletei következnek! |

Az események középpontjában a Harmon család áll: Ben (Dylan McDermott), Vivien (Connie Britton) és Violet (Taissa Farmiga), akik Bostonból költöztek Los Angelesbe, miután Vivien elvetélt, Bennek pedig viszonya volt egyik diákjával. Egy felújított kúriába költözik a család. Az előző homoszexuális tulajdonosról pedig kiderül, hogy meggyilkolták/öngyilkos lett, mégpedig korábbi partnere keze által. Szomszédjuk Constance (Jessica Lange) és lánya, Addie gyakran meglátogatják az új lakókat, illetve sokszor hívás nélkül is bemennek a házba. Addie, akinek Down-szindrómája van, valamilyen titokzatos módon kapcsolódik a ház véres múltjához. A padláson Vivien és Ben egy bőrruhát találnak. A házhoz „tartozik” még Moira (Frances Conroy/Alexandra Breckenridge) a házvezetőnő is aki, hol fiatal és vonzó nő alakjában, hol pedig idős hölgy alakjában tűnik fel.
Ben megkezdi praxisát és elkezdi betegei kezelését, közöttük egy feltételezhetően elmebeteg fiatalt Tate Langdont (Evan Peters). Aki egyre közelebb kerül Violethez. Ben rájön, hogy Tate egy szellem, illetve Constance fia. Ahogy a család berendezkedik egyre gyakrabban furcsa és megmagyarázhatatlan események történnek a házban. Hamarosan fény derül arra, hogy a házban története során több mint 20 ember halt meg és a környéken csak, „Gyilkos ház”-ként ismerik az épületet. A családban egyre több feszültséget szülnek a belső ellentétek, illetve lassan ráébrednek, hogy a házban elhalálozottak a házban maradnak és kísértenek, szellemként. Tudtán kívül Vivien lefekszik Tate-tel, akiről azt hiszi, hogy Ben a bőrruhában. Ezután Ben és Vivien szeretkeznek, és Vivien teherbe esik, mégpedig ikrekkel. Az egyik apja Ben, míg a másiké Tate. Több szellem is megpróbálja az őrületbe kergetni Vivient, hogy megszerezzék a születendő gyermekét.
Violet öngyilkosságot követ el, azonban nem veszi észre és csak akkor jön rá, amikor nem tudja elhagyni a házat. Vivien a házban életet ad az ikreknek. Az első egy pár perc után, meghal, azonban a második túléli a szülést. A kicsit születése után Viven belehal a szülésbe. Constance rájön, hogy az életben maradt gyermek apja Tate és arra bátorítja Bent, hogy hagyja el a házat. Ben összetűzésbe kerül korábbi szeretőjével Haydennel, aki megöli Bent, mégpedig úgy, hogy felakasztja. Constance talál rá Ben holttestére, ezek után pedig elviszi a gyermeket. A rendőrség arra a következtetésre jut, hogy Ben bánatában öngyilkos lett, Violet pedig, akinek a testét sohasem találták meg, elszökött a csecsemővel.
Ben, Vivien és Violet a házban ragadva élik mindennapjaikat a többi szellemmel együtt és a család megpróbál minden új lakót elűzni, hogy senki ne lelje halálát a házban. A sorozat itt három évet ugrik az időben és kiderül, hogy Constance titokban neveli Harmonék életben maradt gyermekét. Majd meglátja, hogy a gyermek brutálisan végzett dadájával.

## Szereplők
| Alakító                | Magyar hang       | Szerep                 | Leírás | Epizódok |
| ---------------------- | ----------------- | ---------------------- | --- | -------- |
| Dylan McDermott        | Varga Gábor       | Dr. Ben Harmon         | Egy pszichiáter, aki félrelépése után új házba költözik családjával. | 12       |
| Connie Britton         | Bognár Anna       | Vivien Harmon          | A feleség, aki nemrégiben elvetélt, ám ikrei fogannak - egyikük viszont nem emberi lénytől.                                                                                   | 12       |
| Evan Peters            | Czető Roland      | Tate Langdon           | Egy mentális beteg tinédzserszellem, iskolai lövöldöző, aki próbálja leküzdeni anyakomplexusát és aki ellövi minden esélyét az igaz szerelemre.                               | 12       |
| Jessica Lange          | Csere Ágnes       | Constance Langdon      | Szomszédasszony, akit rengeteg személyes szál fűz a Gyilkos Házhoz, és akit az évek, melyeket maga mögött tud, igencsak megedzettek.                                          | 11       |
| Taissa Farmiga         | Pekár Adrienn     | Violet Harmon          | Ben és Vivien lánya, Tate reménybeli partnere - borongó kamaszlány, akit vonz a sötét.                                                                                        | 11       |
| Frances Conroy         | Egri Márta        | Moira O'Hara           | Sokat szenvedett, fiatalon elhunyt házvezetőnő, akinek halálon túli énjét másképp látják azok, akik azt látnak, amit látni akarnak, s akik képesek meglátni valaki lelkét is. | 11       |
| Alexandra Breckenridge | Pálmai Anna       | Moira O'Hara           | Sokat szenvedett, fiatalon elhunyt házvezetőnő, akinek halálon túli énjét másképp látják azok, akik azt látnak, amit látni akarnak, s akik képesek meglátni valaki lelkét is. | 6        |
| Denis O'Hare           | Harsányi Gábor    | Larry Harvey           | Harmadfokú égési sérüléseket elszenvedett korábbi tulajdonosa a háznak, aki igyekszik óva inteni Bent a ház erejétől.                                                         | 8        |
| Kate Mara              | Andrusko Marcella | Hayden McClaine        | Ben Harmon voltdiákja, majd szeretője, aki éltében-holtában azon dolgozik, hogy kiteljesedjen szerelme a korábbi egyetemi tanárával.                                          | 8        |
| Lily Rabe              | Solecki Janka     | Nora Montgomery        | Gazdag családból származó, öngyilkos orvosfeleség, akinek gyermeke életét vették, amibe beleőrült - teljesen elveszett szellemként járja egykori kúriáját.                    | 7        |
| Christine Estabrook    | Udvarias Anna     | Marcy                  | Szószátyár, érzéketlen ingatlanügynök, aki eladta a házat a Harmon családnak.                                                                                                 | 6        |
| Morris Chestnut        | Maday Gábor       | Luke                   | Biztonsági rendőrtiszt, akit Vivien felbérel, hogy ügyelje a házat. | 6        |
| Jamie Brewer           | Pupos Tímea       | Adelaide Langdon       | Constance down-szindrómás lánya, aki sok időt tölt a Gyilkos Házban az örökre ottragadt barátaival.                                                                           | 6        |
| Matt Ross              | Imre István       | Dr. Charles Montgomery | Egy farkenstein-szindrómás sztárorvos, aki titokban abortuszeljárásokat hajt végre pincéjében, amiért kisgyermeke életével kell megfizetnie.                                  | 6        |
| Bodhi Schulz           | Bogdán Gergő      | Troy                   | Vörös hajú iskolásgyerekek, akik betévednek a hetvenes évek során rongálni a Gyilkos Házba, ahol is életüket vesztik.                                                         | 6        |
| Kai Schulz             | Császár András    | Bryan                  | Vörös hajú iskolásgyerekek, akik betévednek a hetvenes évek során rongálni a Gyilkos Házba, ahol is életüket vesztik.                                                         | 6        |
| Michael Graziadei      | Horváth Gergely   | Travis Wanderley       | Constance szeretője - együgyű, de jószívű fiú, aki modell szeretne lenni. | 5        |
| Zachary Quinto         | Pál András        | Chad Warwick           | A Harmon család előtti meleg tulajdonospár egyike, aki tisztában van azzal, hogy szerelme megcsalja őt.                                                                       | 4        |
| Teddy Sears            | Makranczi Zalán   | Patrick                | Chad kisportolt, hűtlen partnere, aki viszonyt folytat az edzőjével. | 4        |
| Rosa Salazar           | Mórocz Adrienn    | Maria                  | Nővértanonc, akit 1968-ban egy pszichopata áldozatává vált a házban. | 4        |
| Azura Skye             | Molnár Ilona      | Fiona                  | Horror fanatikus lány, aki az 1968-as esetet kívánta tisztelgésként rekreálni.                                                                                                | 4        |
| Sarah Paulson          | Peller Anna       | Billie Dean Howard     | Médium, aki megjövendöli az Antikrisztus eljövetelét. | 3        |
| Shelby Young           | Laudon Andrea     | Leah                   | Violet iskolai zaklatója, későbbi barátnője. | 3        |
| Rebecca Wisocky        | Gruber Zita       | Lorraine Harvey        | Larry felesége, aki férje távozásának tudta után, lányaira és magára gyújtja a házat.                                                                                         | 3        |
| David Anthony Higgins  | Kapácsy Miklós    | Stan                   | Idegenvezető, akinek munkájába beletartozik a Gyilkos Ház történetének ismertetése.                                                                                           | 3        |
| Mena Suvari            | Zakariás Éva      | Elizabeth Short        | A Fekete Dália néven elhíresült gyilkosság áldozata, a negyvenes évekből. | 2        |
| Ashley Rickards        | Tamási Nikolett   | Chloe Stapleton        | Tate iskolai ámokfutása során életüket vesztett diákok, akik nem értik, a fiú miért végzett velük.                                                                            | 2        |
| Brando Eaton           | Gacsal Ádám       | Kyle Greenwell         | Tate iskolai ámokfutása során életüket vesztett diákok, akik nem értik, a fiú miért végzett velük.                                                                            | 2        |
| Jordan David           | Molnár Levente    | Kevin Gedman           | Tate iskolai ámokfutása során életüket vesztett diákok, akik nem értik, a fiú miért végzett velük.                                                                            | 2        |
| Alessandra Torresani   | Lamboni Anna      | Stephanie Boggs        | Tate iskolai ámokfutása során életüket vesztett diákok, akik nem értik, a fiú miért végzett velük.                                                                            | 2        |
| Ben Woolf              | Szokol Péter      | Thaddeus Montgomery    | Nora és Charles néhai gyermeke, akit feldarabolása után újra életre keltenek.                                                                                                 | 2        |
| Eric Close             | Juhász Imre       | Hugo Langdon           | Constance voltférje, aki félrelépett a házvezetőnővel, mire felesége tett azért, hogy többé ne törhesse össze a szívét.                                                       | 2        |
| Anthony Ruivivar       | Galbenisz Tomasz  | Miguel Ramos           | A Harmonék után beköltöző latin család feje, akiket jó szándékból el igyekszenek űzni a házból a kegyes szellemek.                                                            | 1        |
| Lisa Vidal             | Major Melinda     | Stacy Ramos            | Miguel felesége. | 1        |
| Brennan Mejia          | Timon Barna       | Gabriel Ramos          | Miguel és Stacy fia. | 1        |
| Mageina Tovah          | Csondor Kata      | Bianca Forest          | Fiona egyik társa, Ben betege - kezdő színész, aki retteg, hogy félbevágja egy lift.                                                                                          | 1        |
| Eric Stonestreet       | Kerekes József    | Derrick                | Ben egy betege, aki retteg a disznóemberrel kapcsolatos rémmesétől. | 1        |
| Adina Porter           | Balogh Anna       | Sally Freeman          | Ben egy betege, akit mindenki unalmasnak talál, majd arra következtet öngyilkosságal érdemesnek bizonyul a figyelemmel méltatásra.                                            | 1        |
| Kathleen Rose Perkins  | Sallai Nóra       | Peggy                  | Chad támogató, jó barátja. | 1        |
| Amir Arison            | Sarádi Zsolt      | Joe Eskandarian        | Pénzes, örmény ingatlanhalmozó, akit megállítanak a Gyilkos Ház felvásárlásában.                                                                                              | 1        |

### Epizódok
| Sor. | Év. | Cím                                      | Rendező             | Író                         | Premier                                | Nézettség   |
| --- | --- | ---------------------------------------- | ------------------- | --------------------------- | -------------------------------------- | ----------- |
| 1. | 1.  | A beköltözés ("Pilot")                   | Ryan Murphy         | Ryan Murphy és Brad Falchuk | 2011. október 5. 2013. június 7.       | 3.18 millió |
| A Harmon család Bostonból Los Angelesbe költözik, hogy megszabaduljon fájdalmas múltjától. A pszichiáter Ben (Dylan McDermott) megpróbálja rendbe hozni kapcsolatát feleségével, Viviennel (Connie Britton) akinek miután Ben lefeküdt egyik tanítványával, teljesen elvesztette bizalmát. Viviennek rossz érzése van az új házzal kapcsolatban és újdonsült szomszédjával Constance-szal (Jessica Lange) és Down-szindrómás lányával Adelide-el (Jamie Brewer) sem jön ki igazán. A pár később egy zsinórokra akasztott gumiember jelmezt talál a padláson, amit úgy gondolnak, hogy az előző lakókhoz, a meleg párokhoz, tartozhatott. Lányuk Violet (Taissa Farmiga) eközben megpróbál beilleszkedni új iskolájába, ahol a társai zaklatását kénytelen elviselni. Ben megkezdi praxisát és elkezdi betegei kezelését, közöttük egy feltételezhetően elmebeteg fiatalt Tate-t (Evan Peters). Violet és Tate között egyfajta barátság alakul ki és közös vonásként öngyilkossági hajlamukat nevezik meg. Ez után Ben megtiltja Tate-nek, hogy beszéljen a lányával. A tiltás ellenére továbbra is barátok maradnak, mígnem Tate megpróbálja megakadályozni, hogy Violetet osztálytársai zaklassák. Vivien eközben újra felveszi az előző lakó idős házvezetőnőjét, Moirát (Frances Conroy), akit Ben egy fiatal vonzó nőkét lát (Alexandra Breckenridge). Ben és Vivien veszekedésüknek szexszel vetnek véget. Bent egy szörnyen megégett és eldeformálódott ember, Larry (Denis O'Hare) zaklatja, aki a ház korábbi tulajdonosa volt és az egész családját megölte, azonban ő a házat teszi felelőssé a tetteiért. Larry figyelmezteti Bent, hogy hagyja el a házat a családjával együtt, különben mindannyian meghalnak. Ben az éjszaka folyamán megszállott állapotba kerül a konyhai tűzhely előtt és a ház felgyújtásáról vizionál, csakúgy ahogy Larry is tette. Azonban Constance megállítja. Eközben Vivient elcsábítja egy Gumiruhás, akit ő Bennek hisz a gumijelmezben. Együttlétük után Vivien teherbe esik. Moira eközben rajtakapja Constance-ot, miközben Vivien ékszereit próbálja ellopni, aki egy rejtélyes megjegyzést tesz: „Ne akard, hogy még egyszer megöljelek!”. |     |                                          |                     |                             |                                        |             |
| 2. | 2.  | Megszállás ("Home Invasion")             | Alfonso Gomez-Rejon | Ryan Murphy és Brad Falchuk | 2011. október 12. 2013. június 14.     | 2.46 millió |
| Ben új betegével Biancával (Mageina Tovah) találkozik, akit megszállottan érdekel a „gyilkos ház” története. Ben egy hívást kap exbarátnőjétől Haydentől (Kate Mara) aki bevallja neki, hogy terhes és szüksége van a lelki támogatására az abortuszhoz. A pszichiáter hazudik feleségének, Viviennek, hogy megoldja múltja problémáit. Constance süteményt visz Harmonéknak és ragaszkodik hozzá, hogy Violet kapja meg. A süteményt egyben bocsánatkérésnek is szánja, mivel lánya Adelide gyakran engedély nélkül beszökik a család házába. A szomszéd megérzi, hogy Vivien terhes, aki beismeri, azonban Constance figyelmezteti Vivient, hogy valami nincs rendben a magzattal. Constance ezután támogatásáról biztosítja az asszonyt és elmondja neki, hogy négy gyermeke született, amiből három kivétel nélkül sérülten jött a világra, kivéve egyet, aki azonban meghalt. A sütemény átadásakor Vivien és Violet csúnyán összevesznek. Egy hármas csoport, Bianca vezetésével behatol a házba. Mindhármuk megszállott sorozatgyilkos rajongó és azért törnek be a házba, hogy újrajátsszák a házban történt 1968-as nővér tanulók (Maria és Gladys) meggyilkolását. Violet Tatehez rohan segítségért, aki azt tanácsolja neki, hogy csalja le a három behatolót az alagsorba. Violetet elkapják, azonban ő kihasználja Fiona (Azura Skye) pontosságra törekvését, hogy minden úgy történjen, mint azon az 1968-as éjszakán, és azt hazudja, hogy a kád amibe Gladyst belefojtották az alagsorban van. Bianca eközben megeszi a Constance által hozott süteményeket, amikről kiderül, hogy mérgezettek. Tate megöli a fuldokló Biancát egy baltával. Az alagsorban Fiona szem elől téveszti Violetet, mivel úgy megrémül Tate és a halott Gladys látványától. Vivien kiszabadul fogva tartója kezei közül, és Violettel elmenekülnek a házból. A harmadik behatoló Fiona keresésére indul, ám a pincébe menet elvágják a torkát. Constace, Moira és Tate megérkeznek a pincébe, ahol Tate elmondja, hogy Gladys és Maria végzett a két behatolóval. Megegyeznek benne, hogy eltüntetik a három testet, azért, hogy Ben továbbra is kezelje Tate-et. Ben ahogy értesül a történtekről otthagyja az abortuszra váró Haydent és haza rohan. Bent sokkolja tény, hogy Tate végig a házban volt, és azt hiszi mindezt csak azért tervezte, mert Violet visszautasította őt. Vivien úgy dönt, hogy el kell adniuk a házat. |     |                                          |                     |                             |                                        |             |
| 3. | 3.  | A gyilkos ház ("Murder House")           | Bradley Buecker     | Jennifer Salt               | 2011. október 19. 2013. június 21.     | 2.58 millió |
| 4. | 4.  | Halloween 1. rész ("Halloween (Part 1)") | David Semel         | James Wong                  | 2011. október 26. 2013. június 28.     | 2.96 millió |
| 5. | 5.  | Halloween 2. rész ("Halloween (Part 2)") | David Semel         | Tim Minear                  | 2011. november 2. 2013. július 5.      | 2.74 millió |
| 6. | 6.  | A disznóember ("Piggy Piggy")            | Michael Uppendahl   | Jessica Sharzer             | 2011. november 9. 2013. július 12.     | 2.83 millió |
| 7. | 7.  | Nyitott ház ("Open House")               | Tim Hunter          | Brad Falchuk                | 2011. november 16. 2013. július 18.    | 3.06 millió |
| 8. | 8.  | A gumiruhás férfi ("Rubber Man")         | Miguel Arteta       | Ryan Murphy                 | 2011. november 23. 2013. július 26.    | 2.81 millió |
| 9. | 9.  | Ijesztő kislány ("Spooky Little Girl")   | John Scott          | Jennifer Salt               | 2011. november 30. 2013. augusztus 2.  | 3.85 millió |
| 10. | 10. | Égető titkok ("Smoldering Children")     | Michael Lehmann     | James Wong                  | 2011. december 7. 2013. augusztus 9.   | 2.54 millió |
| 11. | 11. | A szülés ("Birth")                       | Alfonso Gomez-Rejon | Tim Minear                  | 2011. december 14. 2013. augusztus 16. | 2.59 millió |
| 12. | 12. | Élet a halál után ("Afterbirth")         | Bradley Buecker     | Jessica Sharzer             | 2011. december 21. 2013. augusztus 23. | 3.22 millió |

## Produkció

### Koncepció
Ryan Murphy és Brad Falchuk, a sorozat készítői már akkor elkezdtek dolgozni az American Horror Story-n mielőtt későbbi sorozatukat, a Glee-t forgatni kezdték volna. Murpy teljesen más témához szeretett volna nyúlni, mint eddig, ezért elkezdett dolgozni egy új sorozaton. Így nyilatkozott terveiről: „Egy olyan dolgot szerettem volna csinálni, ami teljesen más oldalról mutatja be a személyiségem”. Falchuk el volt ragadtatva az ötlettől, hogy egy teljesen új műfajt hozhatnak létre a horror műfaján belül, a sorozat fő célja az volt, hogy megijesszük a nézőket. „Azt akartuk, hogy az emberek egy kicsit gondolkodjanak az egyes epizódok után.” – mondta Falchuk.
A sorozat sötét hangulata hasonló az ABC korábbi szappanoperájához a Dark Shadows-hoz, amit Murphynek nagyanyja unszolására kötelező volt néznie, hogy erősebb legyen. Továbbá olyan klasszikus horror történetek is inspirálták a sorozat készítőit, mint Roman Polański Rosemary gyermeke, vagy Stanley Kubrick Ragyogása.
Murphy és Falluck már a sorozat kezdetén úgy tervezték, hogy minden évad más-más történetet mesél majd el. 2011 februárjában az FX hivatalosan is bejelentette, hogy megrendelt egy pilot epizódot a Murphy-Falchuk párostól, melyet mindketten írnának, de csak Murphy rendezné. Dante Di Loreto később bejelentették, mint a készülő sorozat vezető producerét. A gyártás 2011 áprilisában kezdődött meg. 2011. július 18-án az FX hivatalosan bejelentette, hogy berendeli a sorozat többi epizódját. 2011. augusztus 3-án az írói stábhoz csatlakozott Tim Minear, Jennifer Salt, James Wong és Jessica Sharzer is.

### Casting

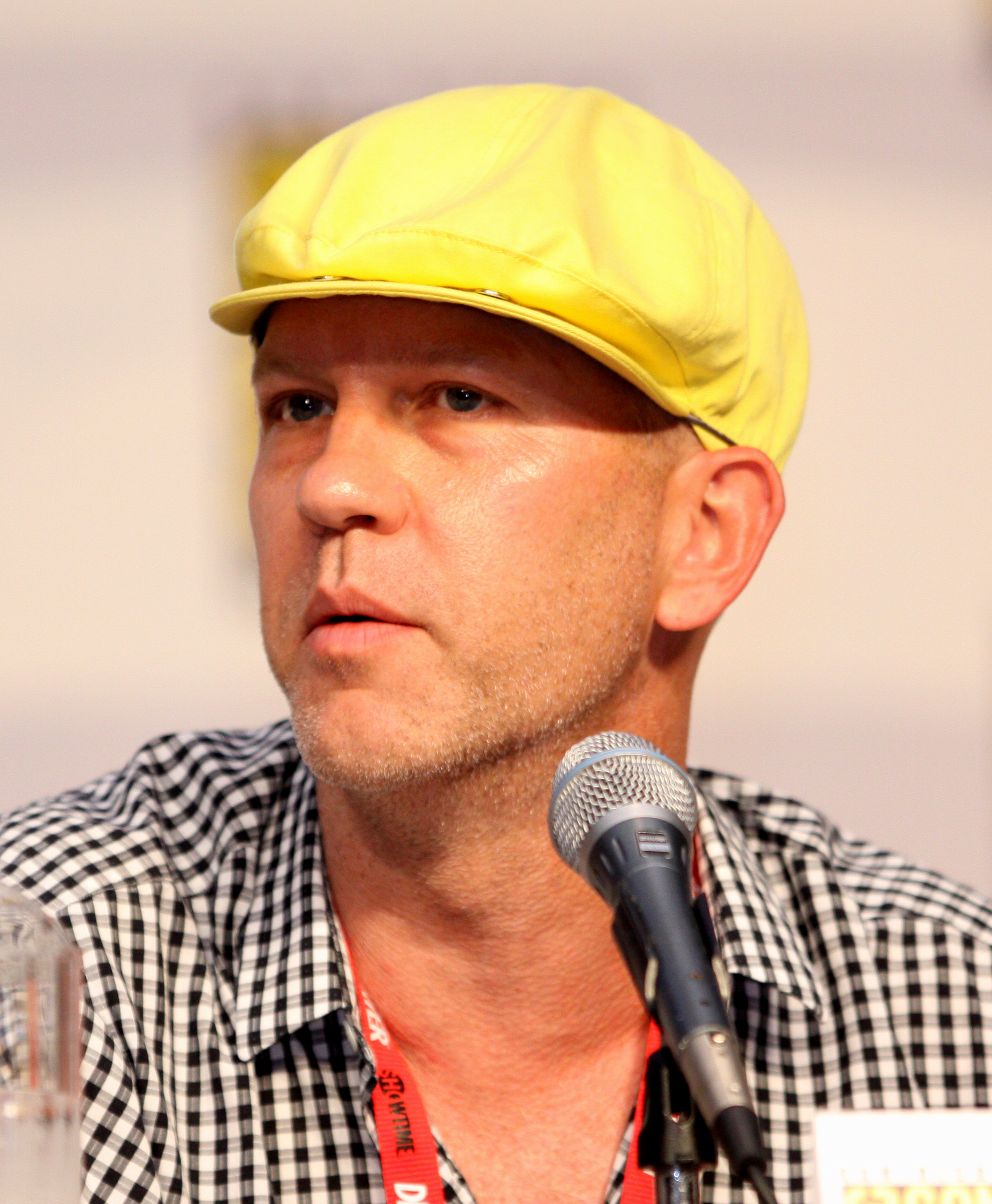
Ryan Murphy a sorozat készítője.

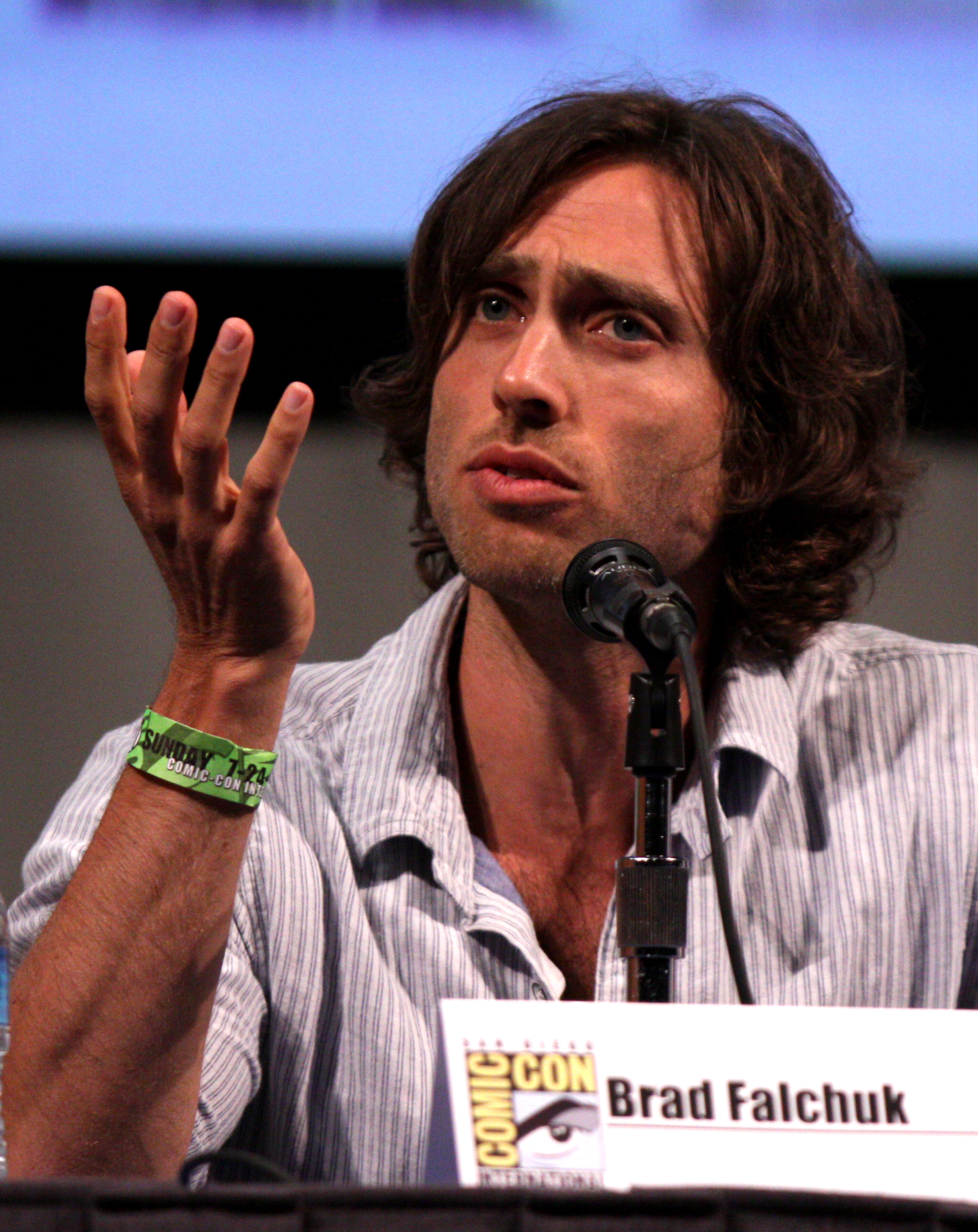
Brad Falchuk a sorozat készítője.

A szereplők bejelentésének sora 2011 márciusában kezdődött meg Connie Brittonnal, aki a sorozat női főszerepét, Vivient kapta meg. Britton úgy nyilatkozott, hogy nagy kockázatot vállalt a szerep elvállalásával. Amikor Murphy megmutatta neki Vivient, így nyilatkozott: „Ez valami olyan, amit soha nem csináltam ez előtt. Teljesen megváltozik az egész sorozat folyamán a szereplő.” Nagyon megtetszett neki és izgalmasnak találta a szereplőt, ezért elfogadta a szerepet. Az Entertainment Weekly egyik interjújában Ryan Murphy elmondta, hogy mikor Connie Britton megkapta a szerepet, elmondta neki, hogy az általa játszott szereplő akár meg is halhat az évad során. „Már az évad kezdetén végeztünk az egész évad történéseivel.”- mondta. „A főszereplőkkel zajló tárgyalások és megbeszélések alapján Connie-nak, Dylannak [McDermott] és Jessicának [Lange] elmondtam, hogy hol kezdődött a szereplőjük története, hol tartanak most és mi lesz a végük, de az, hogy hogyan jutnak el oda, mi lesz a teljes történetük azt nem mondtuk el nekik. Egyedül Connie tudta a teljes történetet.”
Március végén bejelentették, hogy Larry Havery szerepét Denis O’Hare kapta meg. Áprilisban Jessica Lange, Constace-ként csatlakozott a színészgárdához, mégpedig első állandó televíziós szerepében. Lange többek között azért fogadta el a szerepet, mert nem egy állandó 22 részes sorozatról volt szó. "Hatalmas dolog volt nekem! Egyáltalán nem akartam 6 hónapnál többet forgatni. Inkább a prémium csatornás sorozatokat vállalom el, mint a kábel szerepléseket. Már korábban is több felkérésem volt, hogy szerepeljek kábeles sorozatokban, de az az idő amivel egy ilyen sorozatnak a forgatása jár, egyszerűen nem tudtam volna bevállalni.
Áprilisban Dylan McDermott szerződtették le Ben Harmon szerepére. Őt „jóképű férfias, és érzelmes férfiként jellemezték, aki szereti a családját, bár tudja, hogy megbántotta a feleségét”. McDermott teljesen más szereplőt szeretett volna megformálni, mint korábbi sorozatában, az Ügyvédekben (The Practice). „[...] teljes mértékben azt szerettem volna csinálni, amit ebben a sorozatban lehet. Az ember úgy gondolnak rám, mint az a srác a The Practice-ből [Ügyvédekből], épp ezért pont azt szerettem volna, ha teljesen az ellenkezőjét csinálom, mint abban, remélem ebben a showban ez sikerül.”- mondta.
Taissa Farmiga és Evan Peters májusban kapták meg Violet Harmon és Tate Langdon szerepét. Farmiga rögtön beleszeretett Violet alakjába, főleg a stílusa miatt. Murphy úgy írta le Tate-et, mint a sorozat egy „igazi szörnyetegét”: „Evan és az írók remek munkájának köszönhetően, Evan hihetetlenül jó munkát végzett, hiszen a szereplő a tetteitől függetlenül szerethető maradt.”

### Forgatás

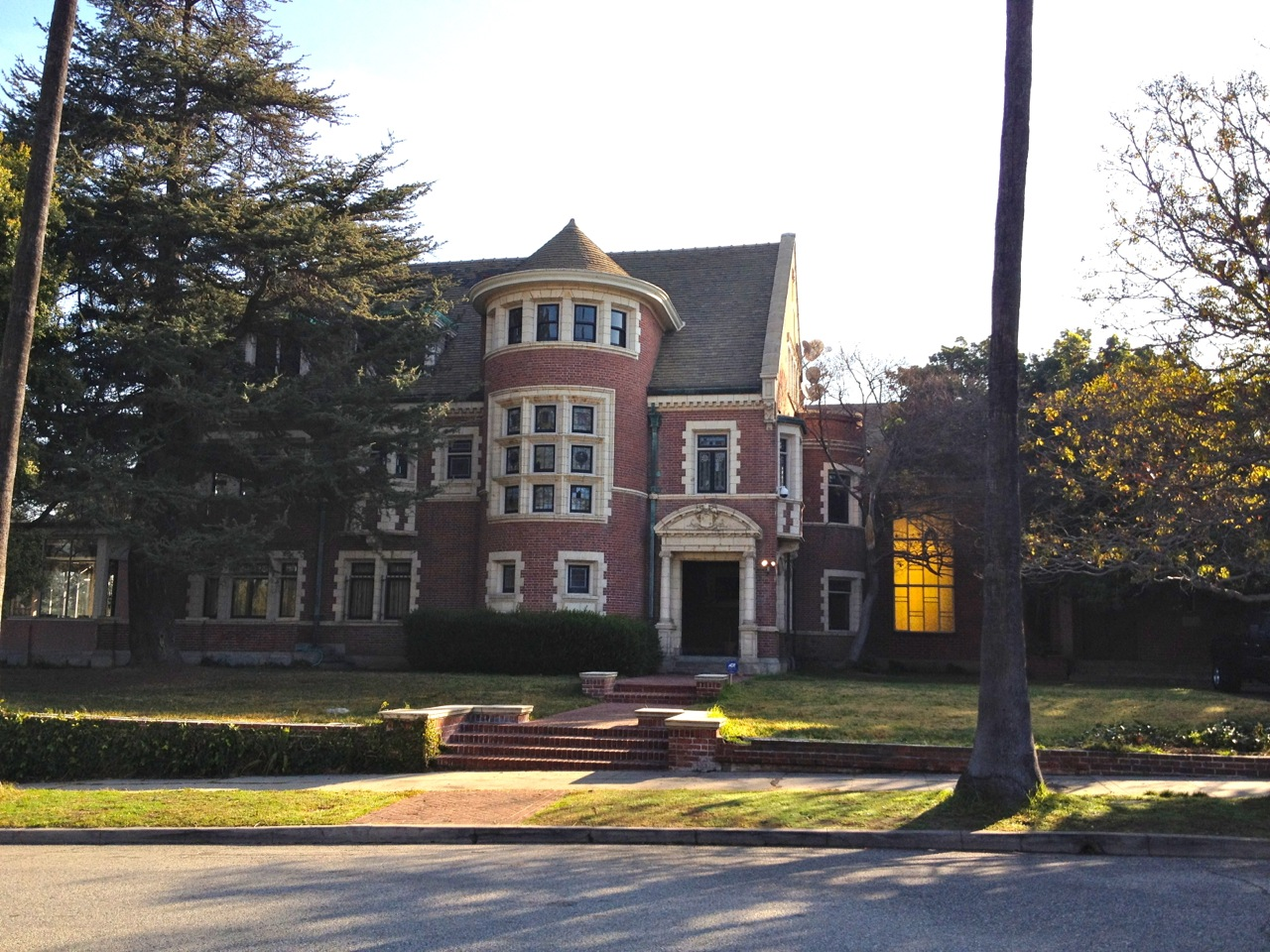
Murphy olyan házat keresett ami kellően ijesztő, de e mellett megnyerő külsejű is.

A pilot epizód nagy részét Los Angeles Country Club Park részében forgatták California államban. Itt található a kísértet-járta ház, melyet a sorozatban is gyakorta láthatunk. A ház 1908-ban épült Alfred Rosenheim, az Amerikai Építészeti Intézet vezetőjének megbízásából. Tudor, vagy más néven collegiate gothic stílusban. Kezdetben szerzetei kolostorként, majd családi házként funkcionált.
A sorozatot olyan díszletek között forgatták, amelyek az eredeti ház pontos másai. Az egészen apró részletekre is figyeltek a készítők, mint például a Lewis Comfort Tiffany-ra jellemző ólomüvegablakokra, hogy még valóság hűbb legyen a ház kinézete.
A brutális forgatási tempók miatt az eredetileg két órásra tervezett fináléval nem lennének készen december 21-re a készítők, ezért a dupla rész csak 90 perc lesz, azaz reklámok nélkül 62 perc.

### Főcím
A sorozat főcímét Kyle Cooper és cége a Prologue készítette. Szintén ő készítette az AMC sorozatának, a The Walking Deadnek és az 1995-ös Hetedik című filmnek. A kisfilm zenéjét Cesar Davila-Irizarry és Charlie Clouser, zenész, szerezte. A nyitány több képet is felvonultat. A történések színhelye a Harmon család alagsora. Képeket láthatunk fiatal gyermekekről, üvegebe helyezett magzatokról, koponyákról, egy keresztelési ruhát és egy alakot, aki egy véres sövényvágót tart a kezében. Murphy egy kis rejtélynek írja le a főcímet a sorozaton belül: "Az évad kilencedik részében, minden kép ami a főcímben látható értelmet nyer."

## Fogadtatás

### Kritikai fogadtatás
Az American Horror Story zömében pozitív kritikákat kapott. 29 kritika alapján 100-ból 62 pontot kapott a Metacritic weblaptól. Az Entertaimnent Weekly újságírója Ken Tucker szerint az „AHS (American Horror Story) egészen félelmetes, tele van sikolyokkal, szexel, elmosdott arcokkal, ütlegelésekkel, elmebeteg viselkedéssel és halott babákkal". A pilot epizódra B+ adott.
A San Jose Mercury News egyik újságírója így vélekedett a sorozatról: „A legtöbb TV show, végül törlődik az emlékezetünkből, azonban ez kísérteni fog minket az álmainkban.” Hank Stuever a The Washington Post írója így kommentálta a sorozatot: „A túlzásba vitt dolgok Ryan Murphy egyik védjegyei, de egyben hibái is, azonban itt olyan lenyűgöző stílust teremtett, amitől nehezen lehet majd szabadulni.”. Mike Hale, a The New York Times írója „sokkal klasszikusabbnak és hűvösnek” titulálta a showt és az HBO True Blood és az AMC The Walking Dead című sorozatainak a sikeréhez hasonlította.
Nem mindegyik kritika volt, pozitív Alan Sepinwall a HitFix munkatársa így írt a sorozatról: „Annyira túlzó sorozat és tele van furcsa zajokkal és szereplőkkel, akikre biztos emlékezni fogsz, bár legszívesebben elfelejtenéd őket.” D osztályzatot adott a pilot részre. A The Los Angeles Times újságírója, Marcy McNamara vegyes kritikákat fogalmazott meg.
Az American Horror Story magyar kritikai visszhangja igen szerény volt.

### Nézettség
A sorozat premierepizódja 1.6 pontos rátával futott a 18-45-ös korosztály körében, ami 3.2 millió nézőt jelent és ez a nézettség az ismétlésekkel együtt 5.2 millióra rúgott. Ahogy a sorozat epizódjaiból minél több került leadásra, úgy nőtt az egyes epizódok nézettsége. A negyedik epizód már 1.7-es rátával futott a 18-45 közötti korosztály körében, azaz 10 pontos növekedést könyvelhetett el. A sorozat nézettségi csúcsa a hetedik résznél dőlt meg, amikor 3.06 millió nézőt ültetett a tv-k elé, ezzel 1.8-as rátát ért el, szintén a 18-45-ös korosztály körében. A sorozat befejező részét 3,22 millió néző követte és 1,7-es rátával futott a 18-49-es korosztályban, ami a sorozat nézettségi csúcsa volt. Ezzel az évad az év legnézettebb kábeles sorozata lett a 18-49-es korosztályban, legyőzve ezzel a TNT Faling Skies című sorozatát.
Az Amerikai Horror Story 2011. november 7-én debütált a nemzetközi tévécsatornákon Európa és Latin Amerika szerte, a FOX nemzetközi csatornáin. A fizetős tv-csatornák között 1. és 2. helyet ért el a műsor a saját vetítése ideje alatt. Az Egyesült Királyságban 128 200 nézővel nyitott a sorozat az angol FX csatornán. A második epizód 27%-os növekedést könyvelhetett el magának, 158 700-as nézőszámával.